# Joseph Adam von Mölk

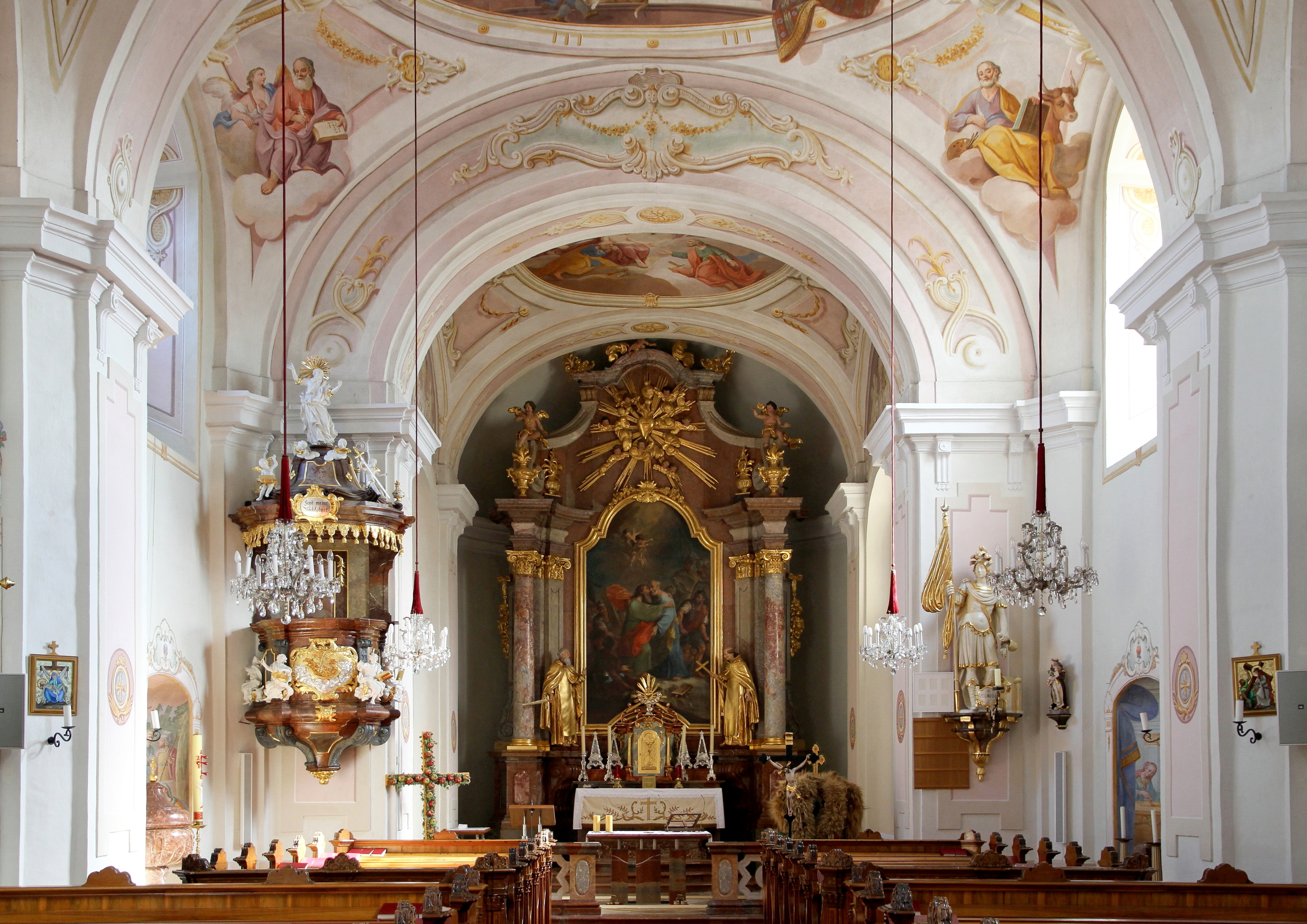
Innenansicht der Pfarrkirche Michelhausen. Sowohl die illusionistische Wand- und Deckenmalerei als auch das Hochaltarbild sind Werke von Josef Adam Mölk.

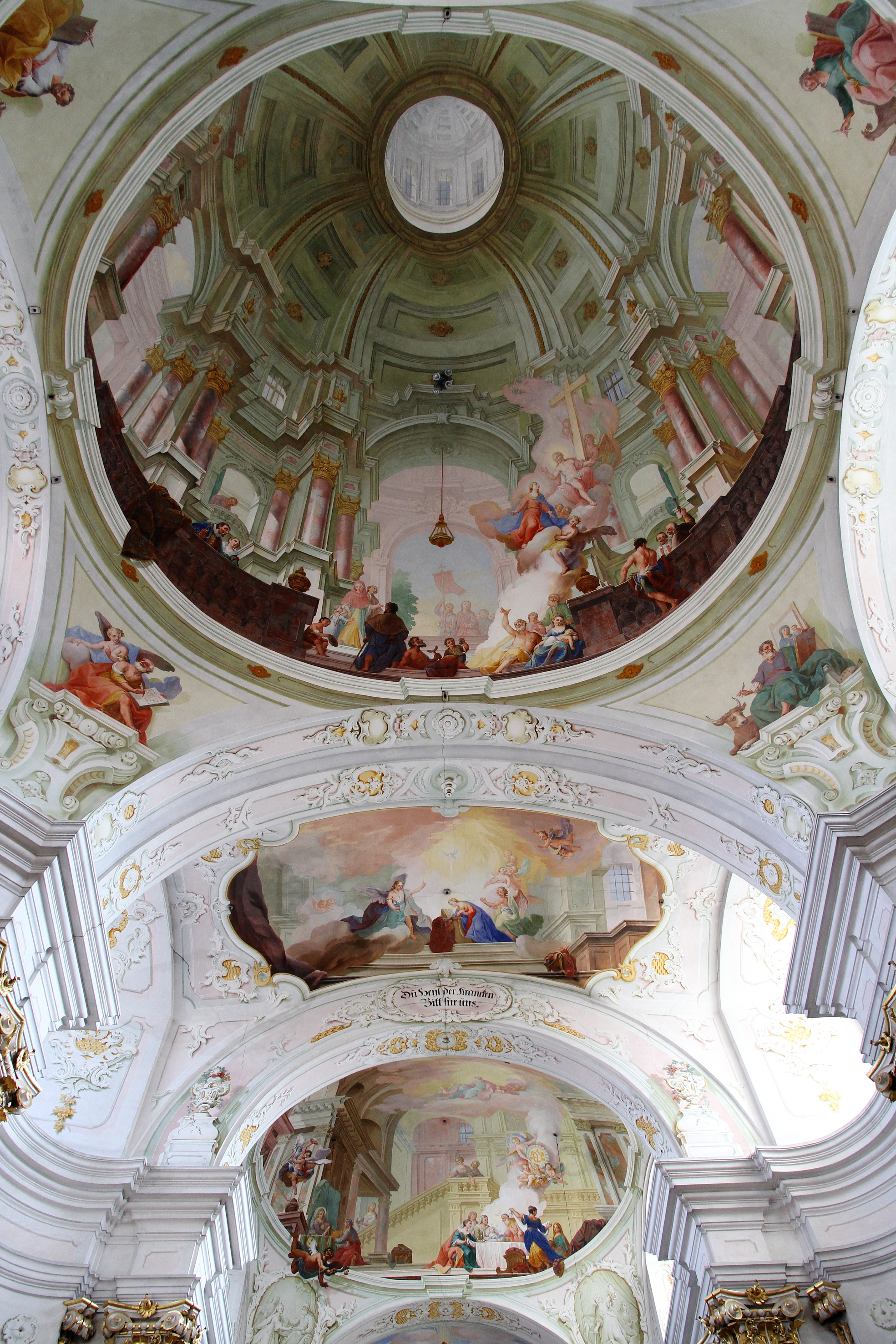
Deckenfresko in der Wallfahrtskirche Maria Langegg. Im Vordergrund die Mittelkuppel mit dem Bildnis „Maria, Heil der Kranken“, anschließend das Deckenfresko am Chorbogen mit dem Titel „Verkündung“ und die Presbyteriumskuppel mit dem Thema „Geburt Mariens“.

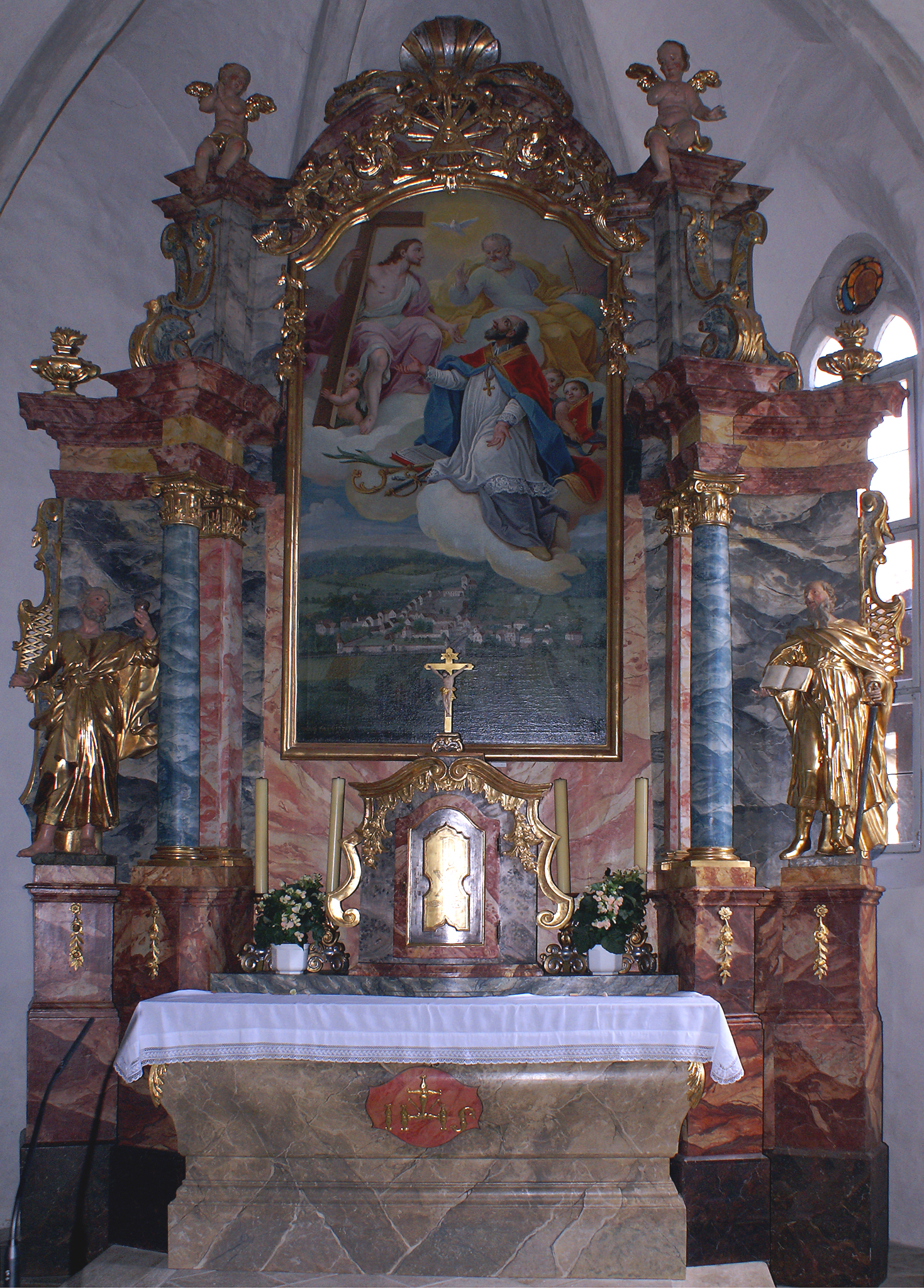
Hochaltarbild von Josef Adam Ritter von Mölk, Taborkirche in Weiz

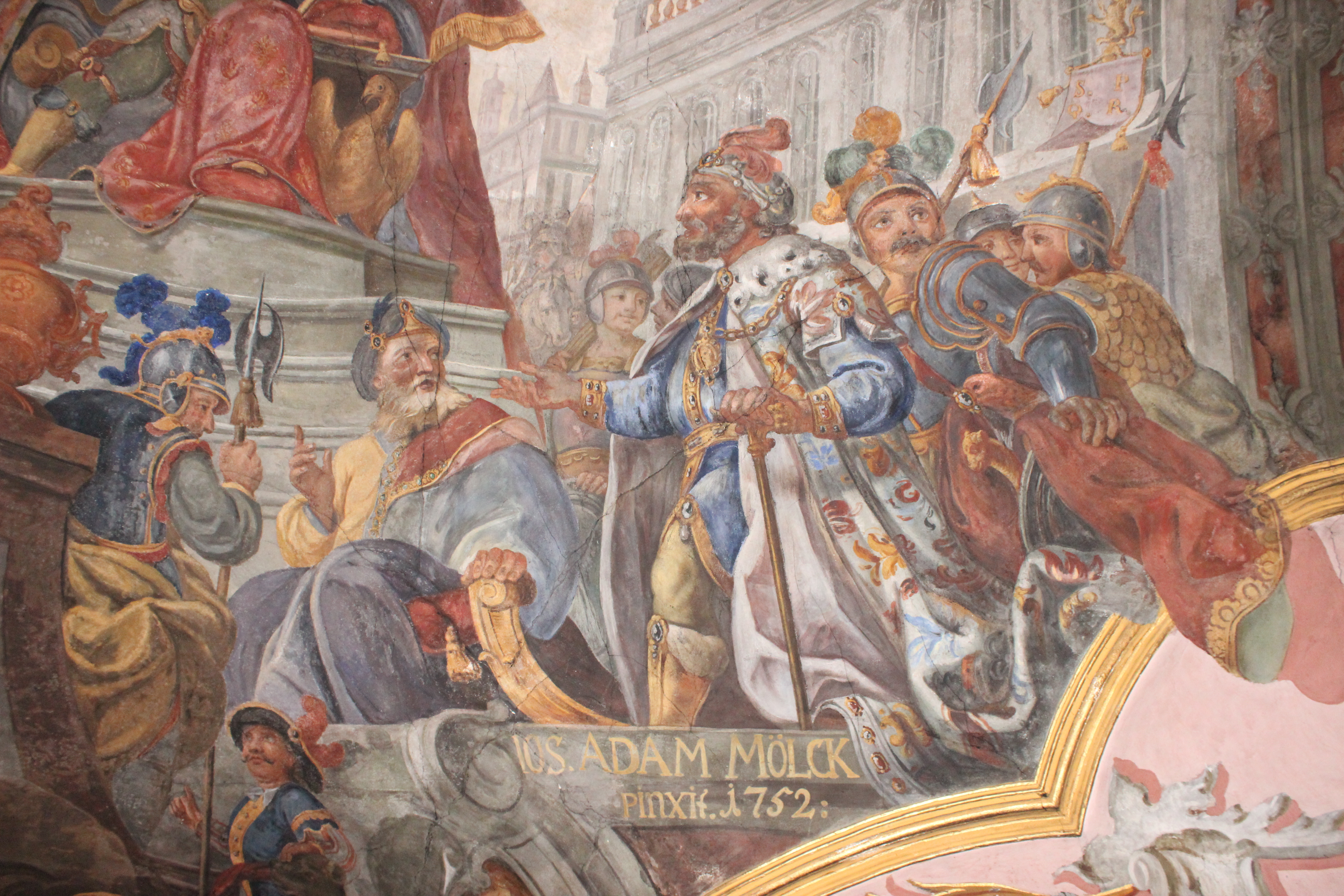
Signatur Mölks in der Stadtpfarrkirche in Hall

Joseph Adam Ritter von Mölk (auch Mölck, Mölckh) (* 17. März 1718 in Wien-Rodaun; † 18. Februar 1794 ebenda) war ein österreichischer Fresken- und Tafelmaler. Sein Vater war der aus Vorarlberg stammende Wiener Kirchenmaler Mathias Mölk.

## Leben
Von 1728 bis 1733 genoss Mölk seine Ausbildung an der Akademie der bildenden Künste Wien, seine anschließenden Wanderjahre führten ihn durch den süddeutschen Raum und er wurde von den großen Künstlern des süddeutschen Rokoko beeinflusst. Er wurde zum Bayrisch Churfürstlichen Hofmaler ernannt. 1755 erhielt er den Titel „Hofkammermaler in Tirol“, 1774 erhob ihn Kaiserin Maria Theresia mit dem Titel „Ritter von Mölk“ in den Adelsstand.
Mölks Arbeiten waren zunächst von der Schulung durch seinen Vater gekennzeichnet und standen später unter dem Einfluss der perspektivischen Illusionsmalerei von Andrea Pozzo. Nach seiner Venedigreise 1759 spielten für ihn auch die Werke Giovanni Domenico Tiepolos eine wesentliche Rolle. Mölk traf während seines Schaffens in Niederösterreich auch mit Martin Johann Schmidt (Kremser Schmidt) zusammen. Eine künstlerische Beeinflussung Mölks durch Schmidt ist in den späteren Werken zu erkennen.
Mölk stattete mehr als 40 Kirchen, Klöster und Schlösser mit Malereien aus.
Bekannt und bereits zu seiner Zeit umstritten war er als Schnellmaler, der vieles seinen Gehilfen überließ. Er war dabei mitunter an mehreren Werken an verschiedenen Orten gleichzeitig tätig. Die große Zahl seiner Tiroler Fresken zeigt, dass er tatsächlich in der Lage war, in hoher Geschwindigkeit seine Malereien zu schaffen.

## Werke
- 1738: Rottenburg am Neckar, Karmeliterkirche
- 1741: Nasgenstadt in Württemberg, Pfarrkirche
- 1745: St. Johann in Tirol, Spitalskirche St. Nikolaus in der Weitau, Wandfresken
- 1747: Antwort/Gemeinde Bad Endorf: Mariä Himmelfahrt
- 1747: Kreuzweg der Pfarrkirche St. Quirin in Ammerfeld in Rennertshofen
- 1749: Umrathshausen: Filialkirche Heilig Blut
- 1750: Ebbs bei Kufstein, Pfarrkirche
- 1752: Hall in Tirol, Stadtpfarrkirche
- 1753: Maria Weißenstein, Deckengemälde
- 1755: Vergrößerung und Barockisierung der Pfarrkirche Mariä Himmelfahrt
- 1756: Pfarrkirche Amras
- 1758: Schlanders, Pfarrkirche Mariä Himmelfahrt
- 1766: Kuppelfresken der (neben der Pfarrkirche Rossau befindlichen) Peregrinikapelle mit der Bekehrung, Berufung und Verherrlichung des heiligen Peregrinus in Scheinarchitektur[4]
- 1766: Rein, Stiftskirche der Zisterzienser, Wand- und Deckenmalerei
- 1771: Weizberg, Wallfahrtskirche
- 1772: Hartberg, Stadtpfarrkirche
- 1773: Maria Langegg, Pfarr-, Wallfahrts- und Klosterkirche
- 1775: Pernegg an der Mur, Marienwallfahrtskirche
- 1777: Köflach, Pfarrkirche
- 1777: Oberwölz, Stadtpfarrkirche
- 1777: Oberwölz, Maria Altötting in Winklern
- 1782: Heiligeneich, Pfarrkirche Heiligeneich
- 1782: Trasdorf, Hochaltarbild
- 1784/85: Michelhausen, Pfarrkirche
- 1788: Tulbing, Pfarrkirche
- 1790  Zwentendorf an der Donau, Altarbild Hl. Stephanus